# 伯茲維爾 (喬治亞州)
伯茲維爾（英語：Birdsville）是位於美國喬治亞州詹金斯縣的一個非建制地區。該地的面積和人口皆未知。

## 地理
伯茲維爾的座標為32°52′18″N 82°04′40″W / 32.87167°N 82.07778°W，而該地的平均海拔高度為74米（即243英尺）。